# Unione Sportiva Sassuolo Calcio 2008-2009
Questa voce raccoglie i dati riguardanti l'Unione Sportiva Sassuolo Calcio nelle competizioni ufficiali della stagione 2008-2009.

## Stagione
Per la stagione 2008-2009 il nuovo allenatore è Andrea Mandorlini. Arrivano Walter Bressan e Attila Filkor dal Grosseto, Alessandro Bastrini e il giovane Andrea Poli in prestito dalla Sampdoria, Marco Andreolli dalla Roma, Angelo Rea dal fallito Messina, mentre in attacco arrivano gli esperti Riccardo Zampagna dal Vicenza e Alessandro Noselli dal Mantova. All'inizio la squadra perde 1-0 a Salerno alla prima uscita, ma riesce comunque a riprendersi subito vincendo molte partite, tra le più note si ricorda il 4-0 col Grosseto. La squadra continua a stupire in campionato e prima di Natale la squadra si trova in testa alla classifica a quota 32, in compagnia di Livorno, Parma, Empoli e Brescia.
L'8 marzo ha mancato l'occasione per conquistare il primo posto perdendo per 1-3 in casa contro il Bari. La squadra continua a raccogliere punti durante tutto l'arco di campionato ma sprofonda in un periodo di otto partite senza vittoria, che viene interrotto dal successo in casa per 2-1 sul Piacenza, grazie ad una doppietta dell'attaccante Alessandro Noselli, che permette ai nero-verdi di riportarsi nelle prime posizioni.
Tuttavia, dopo la sconfitta contro l'Ancona e contro il Livorno in casa per 2-3, la squadra di Mandorlini viene superata dal Grosseto in classifica e nello stesso tempo agganciato all'8º posto dalla Triestina. Solo la matematica, a due giornate dalla fine, tiene in vita i nero-verdi per lo storico traguardo dei play-off per la promozione in Serie A. Ma la squadra non riesce a vincere nessuno dei due scontri diretti per riportarsi in zona play-off: perde 4-2 contro il Brescia e pareggia 2-2 in casa contro il Parma, ormai promosso in Serie A. Alla luce di questi risultati il Sassuolo conclude il campionato al 7º posto mancando così la qualificazione ai play-off.

## Divise e sponsor
La maglia casalinga è a strisce verticali nero-verde, quella per la trasferta bianca con una V sul petto verde e la terza divisa completamente blu.
Lo sponsor tecnico è la Sportika, mentre lo sponsor ufficiale è la Mapei.

## Organigramma societario
Area direttiva
- Presidente: Carlo Rossi
- Vicepresidenti: Lauro Silvestrini, dott. Sergio sassi
- Amministratore delegato: dott. Sergio Sassi
- Socio: dott. Giorgio Squinzi, Enzo Castelli
- Consigliere: dott. Giorgio Squinzi
- Relazioni esterne: Remo Morini
- Marketing: Remo Morini
- Segretario generale: Gerardo Esposito

Area organizzativa
- Team manager: Andrea Tarozzi

Area tecnica
- Direttore generale: Nereo Bonato
- Direttore sportivo: Giovanni Rossi
- Allenatore: Andrea Mandorlini
- Preparatore atletico: Luca Morellini
- Allenatore dei portieri: Alberto Bartoli
- Responsabile sanitario: dott. Donato Rutigliano
- Fisioterapista Diego Mantovani
- Massaggiatore: Gennady Belenkyi
- Responsabile magazzino: Alfonso De Santo

## Rosa
| N. |                       | Ruolo | Calciatore                |
| -- | --------------------- | ----- | ------------------------- |
| 1  | Italia (bandiera)     | P     | Andrea Pinzan             |
| 3  | Italia (bandiera)     | D     | Nicola Donazzan           |
| 4  | Italia (bandiera)     | C     | Francesco Magnanelli      |
| 5  | Italia (bandiera)     | D     | Alessandro Bastrini       |
| 6  | Italia (bandiera)     | D     | Marco Piccioni (capitano) |
| 7  | Italia (bandiera)     | A     | Gaetano Masucci           |
| 8  | Italia (bandiera)     | C     | Stefano Pagani            |
| 9  | San Marino (bandiera) | A     | Andy Selva                |
| 10 | Italia (bandiera)     | C     | Filippo Pensalfini        |
| 11 | Argentina (bandiera)  | A     | Horacio Erpen             |
| 13 | Italia (bandiera)     | D     | Angelo Rea                |
| 14 | Italia (bandiera)     | D     | Matteo Silvestrini        |
| 15 | Italia (bandiera)     | D     | Sebastiano Girelli        |
| 16 | Italia (bandiera)     | C     | Andrea Poli               |
| 17 | Italia (bandiera)     | P     | Alberto Pomini            |
| 18 | Italia (bandiera)     | A     | Alessandro Noselli        |
| 19 | Italia (bandiera)     | C     | Emiliano Salvetti         |
| 20 | Italia (bandiera)     | C     | Massimiliano Fusani       |
| 21 | Italia (bandiera)     | D     | Francesco Della Rocca     |

| N. |                     | Ruolo | Calciatore            |
| -- | ------------------- | ----- | --------------------- |
| 22 | Italia (bandiera)   | D     | Fabio Branchetti      |
| 23 | Brasile (bandiera)  | D     | Edevaldo Grimaldi     |
| 23 | Italia (bandiera)   | D     | Roberto Magro         |
| 24 | Italia (bandiera)   | D     | Fabrizio Anselmi      |
| 25 | Italia (bandiera)   | D     | Nicola Malpighi       |
| 26 | Italia (bandiera)   | C     | Michael Brini Ferri   |
| 27 | Italia (bandiera)   | D     | Nicolò Consolini      |
| 28 | Italia (bandiera)   | D     | Marco Andreolli       |
| 29 | Italia (bandiera)   | C     | Giorgio Schiavini     |
| 30 | Italia (bandiera)   | A     | Simone Spadacini      |
| 31 | Italia (bandiera)   | C     | Pellegrino Albanese   |
| 32 | Italia (bandiera)   | P     | Walter Bressan        |
| 33 | Italia (bandiera)   | C     | Davide Luppi          |
| 34 | Italia (bandiera)   | D     | Andrea Saetti Baraldi |
| 36 | Italia (bandiera)   | D     | Lorenzo Simonini      |
| 81 | Italia (bandiera)   | A     | Daniele Martinetti    |
| 84 | Italia (bandiera)   | C     | William Jidayi        |
| 88 | Ungheria (bandiera) | C     | Attila Filkor         |
| 99 | Italia (bandiera)   | A     | Riccardo Zampagna     |

## Risultati

### Campionato

#### Girone di andata
| Arbitro: | Tommasi (Bassano del Grappa) |

|                      |           |  |
| Di Napoli 12’ (rig.) | Marcatori |  |

| Arbitro: | Peruzzo (Schio) |

|                                                  |           |             |
| Noselli 3’ Salvetti 34’ (rig.) Feussi 81’ (aut.) | Marcatori | 23’ Álvarez |

| Arbitro: | Candussio (Cervignano del Friuli) |

|                                                            |           |  |
| Noselli 19’ Salvetti 27’ (rig.) Zampagna 47’ Andreolli 89’ | Marcatori |  |

| Arbitro: | Celi (Campobasso) |

|                        |           |              |
| Princivalli 84’ (rig.) | Marcatori | 51’ Zampagna |

| Arbitro: | Tagliavento (Terni) |

|              |           |  |
| Salvetti 63’ | Marcatori |  |

| Arbitro: | Giannoccaro (Lecce) |

|              |           |                  |
| Cipriani 78’ | Marcatori | 47’, 76’ Noselli |

| Arbitro: | N. Stefanini (Prato) |

|                        |           |  |
| Noselli 22’ Poli 90+2’ | Marcatori |  |

| Arbitro: | Morganti (Ascoli Piceno) |

|  |           |                                   |
|  | Marcatori | 17’ Erpen 40’ Zampagna 48’ Pagani |

| Arbitro: | Pierpaoli (Firenze) |

|              |           |                               |
| Zampagna 15’ | Marcatori | 37’ (rig.) Caridi 51’ Passoni |

| Arbitro: | Rizzoli (Bologna) |

|                    |           |  |
| Sgrigna 51’ (rig.) | Marcatori |  |

| Arbitro: | Brighi (Cesena) |

|  |           |                                            |
|  | Marcatori | 13’ (rig.) Lodi 45+1’, 87’ Buscè 79’ Pozzi |

| Avellino 1º novembre 2008, ore 15:00 CET 12ª giornata | Avellino                    | 0 – 0 | Sassuolo | Stadio Partenio (3.179 spett.)\| Arbitro: \| Girardi (San Donà di Piave) \| |
| Arbitro:                                              | Girardi (San Donà di Piave) |       |          |                                                                             |

| Arbitro: | Peruzzo (Schio) |

|                                         |           |             |
| Poli 29’ Pagani 55’ Salvetti 82’ (rig.) | Marcatori | 90’ Manucci |

| Arbitro: | Velotto (Grosseto) |

|                                    |           |                      |
| Rantier 37’ Moscardelli 60’ (rig.) | Marcatori | 25’ Zampagna 46’ Rea |

| Arbitro: | Morganti (Ascoli) |

|                                |           |  |
| Noselli 2’, 33’ Zampagna 90+1’ | Marcatori |  |

| Arbitro: | Romeo (Verona) |

|               |           |                     |
| Di Donato 30’ | Marcatori | 43’ (rig.) Salvetti |

| Arbitro: | N. Stefanini (Prato) |

|                     |           |                     |
| Dedič 18’ Diogo 52’ | Marcatori | 11’, 74’ Pensalfini |

| Arbitro: | Candussio (Cervignano del Friuli) |

|              |           |  |
| Zampagna 67’ | Marcatori |  |

| Arbitro: | Gervasoni (Mantova) |

|                             |           |                          |
| Loviso 2’ Tavano 38’, 90+4’ | Marcatori | 44’ Zampagna 76’ Masucci |

| Modena 27 gennaio 2009, ore 15:00 CET 20ª giornata | Sassuolo                    | 0 – 0 | Brescia | Stadio Alberto Braglia (2.717 spett.)\| Arbitro: \| Girardi (San Donà di Piave) \| |
| Arbitro:                                           | Girardi (San Donà di Piave) |       |         |                                                                                    |

| Arbitro: | Orsato (Schio) |

|                         |           |             |
| C. Lucarelli 61’ (rig.) | Marcatori | 90+2’ Erpen |

#### Girone di ritorno
| Arbitro: | Ciampi (Roma 1) |

|                |           |  |
| Pensalfini 74’ | Marcatori |  |

| Pisa 31 gennaio 2009, ore 16:15 CET 23ª giornata | Pisa            | 0 – 0 | Sassuolo | Stadio Romeo Anconetani (8.817 spett.)\| Arbitro: \| C. Russo (Nola) \| |
| Arbitro:                                         | C. Russo (Nola) |       |          |                                                                         |

| Arbitro: | Mazzoleni (Bergamo) |

|             |           |               |
| Bonanni 56’ | Marcatori | 28’, 74’ Poli |

| Arbitro: | Gava (Conegliano) |

|             |           |             |
| Erpen 45+2’ | Marcatori | 7’ Granoche |

| Arbitro: | Trefoloni (Siena) |

|             |           |  |
| Cellini 87’ | Marcatori |  |

| Arbitro: | Peruzzo (Schio) |

|              |           |  |
| Zampagna 65’ | Marcatori |  |

| Arbitro: | Valeri (Roma) |

|                          |           |                                  |
| Pedrelli 20’ Cafasso 79’ | Marcatori | 5’ Poli 32’ Martinetti 45+1’ Rea |

| Arbitro: | Gervasoni (Mantova) |

|                     |           |                                         |
| Salvetti 76’ (rig.) | Marcatori | 34’ P. Barreto 40’ Kutuzaŭ 79’ De Vezze |

| Arbitro: | Bergonzi (Genova) |

|            |           |                |
| Corona 23’ | Marcatori | 50’ Martinetti |

| Modena 17 marzo 2009, ore 20:30 CET 31ª giornata | Sassuolo            | 0 – 0 | Vicenza | Stadio Alberto Braglia (3.142 spett.)\| Arbitro: \| Mazzoleni (Bergamo) \| |
| Arbitro:                                         | Mazzoleni (Bergamo) |       |         |                                                                            |

| Arbitro: | Giannoccaro (Lecce) |

|                          |           |                              |
| Buscè 33’ Pozzi 77’, 83’ | Marcatori | 27’ Masucci 45+1’ Pensalfini |

| Arbitro: | Ciampi (Roma 1) |

|             |           |             |
| Noselli 12’ | Marcatori | 37’ Ciotola |

| Arbitro: | N. Stefanini (Prato) |

|            |           |              |
| Pesoli 61’ | Marcatori | 56’ Zampagna |

| Arbitro: | Tozzi (Ostia Lido) |

|                  |           |                |
| Noselli 36’, 79’ | Marcatori | 14’ Nainggolan |

| Arbitro: | Gava (Conegliano) |

|                          |           |  |
| Fantini 30’ Biabiany 36’ | Marcatori |  |

| Arbitro: | Peruzzo (Schio) |

|             |           |  |
| Noselli 76’ | Marcatori |  |

| Arbitro: | C. Russo (Nola) |

|             |           |          |
| Noselli 72’ | Marcatori | 15’ Éder |

| Arbitro: | Valeri (Roma 2) |

|                                |           |             |
| Surraco 78’ Mastronunzio 90+4’ | Marcatori | 52’ Noselli |

| Arbitro: | De Marco (Chiavari) |

|                          |           |                                        |
| Zampagna 63’ Noselli 79’ | Marcatori | 58’ Migliónico 59’, 90+3’ Danilevičius |

| Arbitro: | Rosetti (Torino) |

|                                                           |           |                         |
| Baronio 18’ (rig.) Taddei 45’ Zoboli 70’ Possanzini 90+3’ | Marcatori | 29’ Masucci 79’ Noselli |

| Arbitro: | Valeri (Roma) |

|                            |           |                          |
| Noselli 22’ Martinetti 27’ | Marcatori | 31’ León 90+3’ Reginaldo |

### Coppa Italia
| Arbitro: | Giannoccaro (Lecce) |

|               |           |                                |
| G. Romano 65’ | Marcatori | 16’ Salvetti 30’ Erpen 85’ Rea |

| Arbitro: | Banti (Livorno) |

|              |           |  |
| Salvetti 80’ | Marcatori |  |

| Arbitro: | Valeri (Roma) |

|                           |           |                |
| Marchese 46’ Kyriazis 83’ | Marcatori | 14’, 60’ Selva |